# Comuna Terpîlivka, Pidvolociîsk
Terpîlivka (în ucraineană Терпилівка) este o comună în raionul Pidvolociîsk, regiunea Ternopil, Ucraina, formată din satele Hușceanka, Lozivka, Obodivka și Terpîlivka (reședința).

## Demografie
Componența lingvistică a comunei Terpîlivka
     Ucraineană (100%)
Conform recensământului din 2001, toată populația comunei Terpîlivka era vorbitoare de ucraineană (100%).